# Liste des gonfaloniers de justice et prieurs de la république de Florence au XIVe siècle
Pour un article plus général, voir Liste des gonfaloniers de justice et prieurs de la république de Florence.
Cet article dresse une liste des gonfaloniers de justice et prieurs de la république de Florence au XIVe siècle.